# Jeremy Northam
Jeremy Philip Northam (* 1. prosince 1961, Cambridge, Spojené království) je britský herec.

## Filmografie, výběr
- 1992 Na Větrné hůrce (role: Hindley)
- 1995 Síť (role: Jack Devlin)
- 1995 Plameny lásky (role: Beacus Penrose)
- 1996 Emma (role: pan Knightley)
- 2001 Enigma (role: Wigram)
- 2007 Tudorovci
- 2007 Invaze (role: Tucker Kaufman)
- 2009 Síla lásky
- Koruna (2016-2018)